# Vapor Trails
A Vapor Trails a kanadai Rush együttes tizenhetedik stúdióalbuma (összességében a huszonegyedik nagylemeze), amely 2002 májusában jelent meg az Atlantic Records gondozásában. Hat év telt el az előző stúdióalbum, az 1996-os Test for Echo és a Vapor Trails kiadása között, ami a leghosszabb ilyen időszak volt a Rush történetében. 1975 óta először nem használtak szintetizátort a felvételekhez.
Az új album felvezetéseként március 29-én megjelent kislemezen a One Little Victory című dal. A második kiadott kislemezes dal a Secret Touch volt júliusban. Az album az Egyesült Államokban a 6. helyig jutott a Billboard 200-as lemezeladási listán. 2002. augusztusára a Vapor Trails aranylemez lett Kanadában.
2013-ban megjelent az album teljesen újrakevert (remixelt) változata, amely az eredeti kiadáson hallható torzított, túlkompresszált hangzást volt hivatott orvosolni.

## Az album dalai
1. One Little Victory – 5:08
2. Ceiling Unlimited – 5:28
3. Ghost Rider – 5:41
4. Peaceable Kingdom – 5:23
5. The Stars Look Down – 4:28
6. How It Is – 4:05
7. Vapor Trail – 4:57
8. Secret Touch – 6:34
9. Earthshine – 5:38
10. Sweet Miracle – 3:40
11. Nocturne – 4:49
12. Freeze (Part IV of "Fear") – 6:21
13. Out of the Cradle – 5:03

## Közreműködők
- Geddy Lee – ének, basszusgitár
- Alex Lifeson – elektromos gitár, akusztikus gitár, mandolin
- Neil Peart – dobok, ütőhangszerek

## Listás helyezések
| Albumlista (2002)                             | Legjobb helyezés |
| --------------------------------------------- | ---------------- |
| Kanada (Billboard Canadian Albums Chart)      | 3                |
| Finnország (Musiikkituottajat Albumit Top 50) | 11               |
| Franciaország (SNEP Album Top 100)            | 150              |
| Hollandia (Dutch Charts Album Top 100)        | 47               |
| Németország (Offizielle Top 100)              | 20               |
| Svédország (Sverigetopplistan Top 60 Albums)  | 18               |
| Egyesült Királyság (UK Albums Chart)          | 38               |
| USA Billboard 200                             | 6                |

## Külső hivatkozások
- Rush hivatalos honlap
- Rush-diszkográfia – Prog Archives